# Wilson de Paiva
Wilson de Paiva (São João del-Rei, 9 de junho de 1921 — Volta Redonda, 9 de julho de 1975) era um metalúrgico e político brasileiro.
Filho de João Felipe de Paiva e Aurora da Cota Paiva, casado com Doracy Padilha de Paiva e sua imensa família contribuiu para a população de Volta Redonda. Assumiu o Poder Executivo municipal de Volta Redonda por 60 dias, após ter sido eleito seu primeiro vice-prefeito, com o afastamento de Sávio Gama para tratamento médico.
Teve intensa vida política no âmbito municipal, tendo sido vereador, sendo um dos artífices do movimento emancipacionista de Volta Redonda.